# Musée d'histoire locale

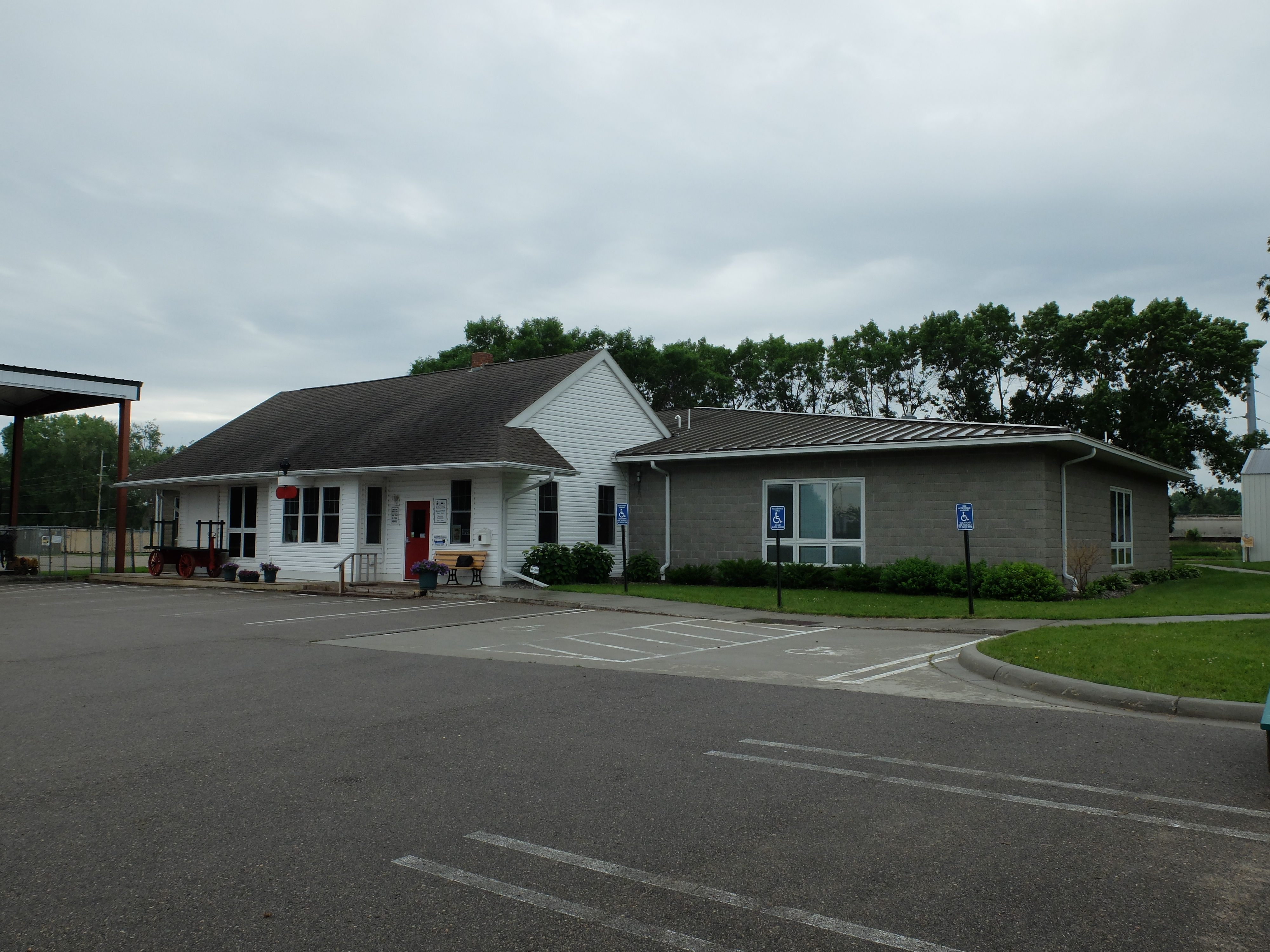
Le musée du comté de Kandiyohi est un musée du comté de Wilmar, Minnesota

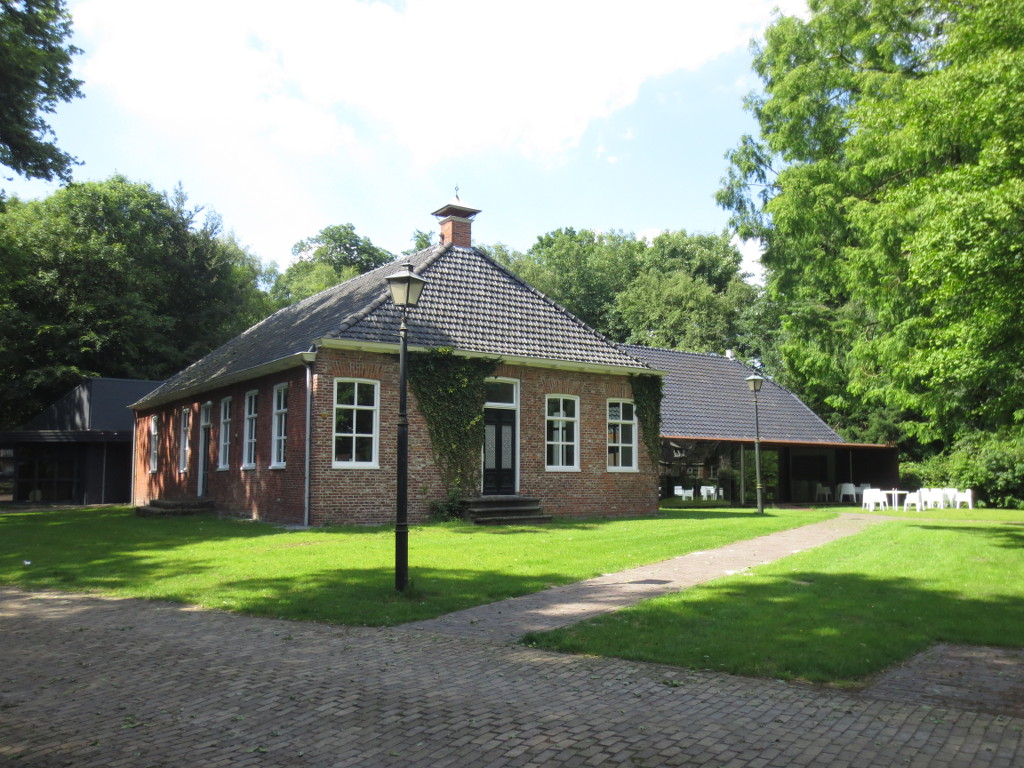
Museum de Oude Wolden est un musée local sur l'art et l'histoire à Bellingwolde, aux Pays-Bas.

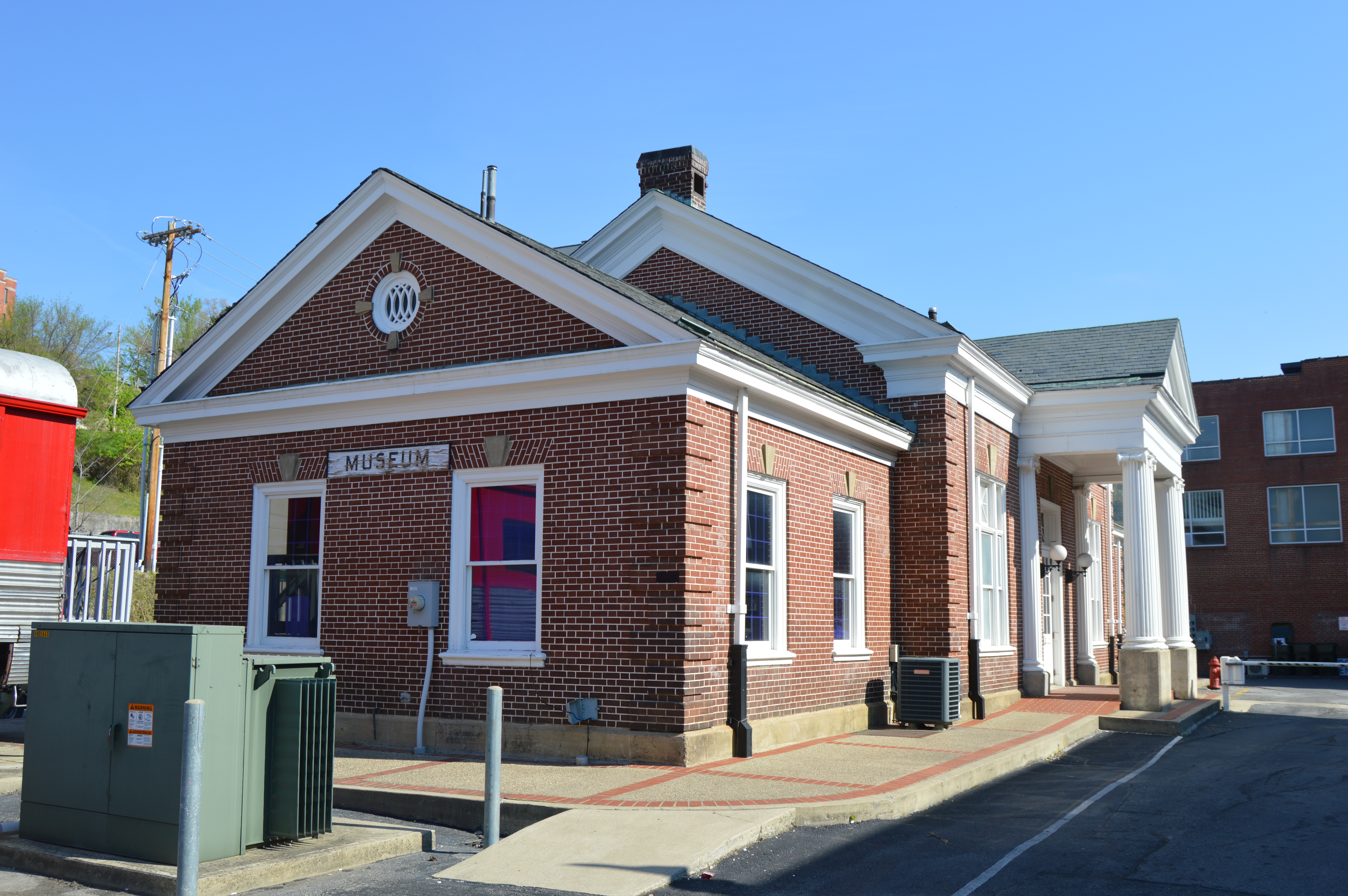
Big Sandy Heritage Centre est un musée local sur l'histoire et la culture à Pikeville, Kentucky.

Un musée local ou un musée d'histoire locale est un type de musée qui présente l'évolution historique d'un lieu ou d'une région (histoire locale) à l'aide d'expositions. Généralement, ces musées conservent une collection d'objets historiques en trois dimensions qui sont exposés dans des vitrines. Ils sont souvent de petite taille et disposent généralement d'un faible budget pour leurs frais de fonctionnement. Ainsi, de nombreuses collections sont compilées, cataloguées et interprétées par des historiens amateurs et des professionnels.
Leur champ d'action peut couvrir une unité définie par le gouvernement, telle qu'une ville, un comté ou une paroisse civile, ou une zone définie dans le cadre de la mission du musée. Aux États-Unis, certains musées peuvent faire partie de l'administration locale ou être financés par elle d'une manière ou d'une autre. Cependant, la plupart des musées d'histoire locale sont généralement autofinancés. Leur fonctionnement peut être indépendant ou ils peuvent être gérés par une société historique locale qui les accompagne et qui conserve des archives locales en plus de la collection d'objets tridimensionnels du musée.
En effet, il s'agit souvent d'un ancien bâtiment public tel qu'une école, un ancien palais de justice ou un hôtel de ville, puisque la structure, qui appartenait déjà à la municipalité, peut continuer à être utilisée dans le domaine public en tant que musée. Certains musées sont installés dans des bâtiments commerciaux réaffectés qui avaient une importance pour la région, comme une banque ou un dépôt ferroviaire. De nombreux musées locaux sont également des musées en plein air dans lesquels plusieurs bâtiments historiques de la région ont été rassemblés dans certains villages musées et reconstruits dans un nouvel emplacement,.
Dans certains cas, le caractère du musée d'histoire locale se superpose à la représentation d'une personnalité célèbre ou bien connue de la région, ou se concentre sur une seule branche de l'économie qui a été ou est particulièrement formatrice pour la région.
Les musées d'histoire locale offrent l'interprétation de la vie quotidienne des gens ordinaires et des histoires uniques que les lieux peuvent offrir. Ces musées offrent également un regard plus approfondi sur les détails de la façon dont les événements nationaux et internationaux ont affecté le lieu représenté par le musée.

## Variations régionales
En Allemagne, un type spécifique de musée local est un Heimatmuseum, un musée consacré au concept allemand unique de heimat, une forme d'identité culturelle locale.